# Jean Carrier
Pour les articles homonymes, voir Jean Carrier (homme politique) et Carrier (homonymie).
Jean Carrier, mort vers 1437 au château de Foix, fut un ecclésiastique français du XVe siècle et cardinal créé par l'antipape Benoît XIII (Pedro de Luna).

## Biographie
Jean Carrier probablement originaire de l'Espalionnais fait connaître son caractère peu commun dès 1406 : alors procureur du prieuré Saint-Jean de Toulouse, il dirige une insurrection contre l'archevêque Vital de Castelmourou. Il doit par la suite son destin à la protection croisée de Benoît XIII et du comte d'Armagnac.
Il obtient du pape le 1er septembre 1412 la collation du prieuré des Cabannes, au diocèse de Tortosa : il est alors déjà qualifié de bachelier en droit civil, et se présente comme prêtre du diocèse d'Albi. L'année suivante, qualifié de conseiller du comte Bernard VII d'Armagnac, il obtient de Benoît XIII provision de l'église de Lombers, au diocèse d'Albi, puis de l'archidiachoné de Saint Antonin le 28 mars 1413, dans des conditions qui annoncent son comportement à venir. Le titulaire de cette prébende, Michel del Bès, traité dans la bulle de schismatique, se voit privé de cette dernière, pour avoir participé au concile de Pise, et adhéré à l'obédience de Jean XXIII. Les premières années, Jean Carrier ("Johannes Carrerii") participe activement à la vie du chapitre : sa présence est attestée à plusieurs assemblées capitulaires en 1414 ; il fait partie des commissaires qui rédigent l'inventaire après décès de l'évêque de Rodez Guillaume d'Ortolan en septembre 1417.
Il est même élu de juillet 1417 à juin 1418, bayle des anniversaires. Il devient en même temps peu à peu un des hommes de confiance de Benoît XIII: en juin 1414, il est nommé avec Bernard de Batut, archidiacre de Conques, vicaire général de Benoît XIII dans les états du comte d'Armagnac ; en janvier 1415, il est attesté comme collecteur apostolique dans les diocèses d'Auch et de Rodez ; le 31 décembre 1417, Benoît XIII lui donne mandat de recevoir le serment de Vital de Mauléon, nommé évêque de Rodez. En retour, le pape lui accorde bénéfices et faveurs : le prieuré de Lédergues en 1416 ; en 1419, à la demande de Jean Carrier, le prieuré de Balsac est uni à l'archidiaconé de Saint-Antonin. Suprême remerciement de cette fidélité, Jean Carrier est créé cardinal avec le titre de Saint-Étienne-au-Mont-Caelius peu avant la mort de Benoît XIII.
Condamné par contumace en 1420 par les commissaires de Martin V, il se réfugie dans les gorges du Viaur au château de Tourène, surnommé "Péniscolette" en raison de l'analogie de topographie avec celle de Peñíscola. Le nonce de Martin V tente en vain pendant près de 3 ans de le déloger. Le siège de Tourène se termine en décembre 1423 par la fuite de Jean Carrier à Peñiscola.
Après la mort de Benoît XIII, considérant l'élection de Clément VIII Gilles Muñoz ("Gil Sánchez Muñoz y Carbón") comme nulle et non avenue pour simonie, et constituant à lui seul le sacré collège, il élit secrètement le 12 novembre 1425 Bernard Garnier au rang de pape sous le nom de Benoît XIV. Revenu de Peñíscola, il se place alors au château de Jalenques sous la protection du comte d'Armagnac, auquel il cache pourtant cette élection secrète, mais qu'il ravive dans son opposition à Martin V; Nanti du titre de "lieutenant général du comte d'Armagnac en Rouergue", il règle à plusieurs reprises des différends au nom du comte : en 1427, il arbitre un conflit entre les habitants d'Agen-d'Aveyron et d'Arasac, près de Sainte-Radegonde. Mais preuve qu'il y a bien plusieurs obédiences dans le chapitre qui luttent pour la prééminence, Jean Carrier, démis de sa prébende, fait publier un mandement comtal pour être remis en possession de son canonicat et archidiaconé. L'autorité de Jean Carrier est-elle remise en cause dans le chapitre ?
Il est impossible de le savoir, mais la scission interne est profonde.
Jean Carrier révèle au comte l'élection et l'existence cachées du pape Benoît XIV en janvier 1429.
Bernard Garnier (décédé après 1453) eut pour successeur Jean Carrier (non le cardinal mais son neveu et homonyme), qui prit le nom de Benoît XV.
L'ultime soubresaut de cet épisode tragique se produit en 1467, lors de la découverte d'un groupe d'humbles paysans de la vallée du Viaur qui, impressionnés par sa détermination, persistèrent encore à croire en lui. Arrêtés, ils furent brûlés comme hérétiques à Rodez.